# ウェックスフォード郡 (ミシガン州)
ウェックスフォード郡（英: Wexford County）は、アメリカ合衆国ミシガン州ロウアー半島の北西部に位置する郡である。2010年国勢調査での人口は32,735人であり、2000年の30,484人から7.4%増加した。郡庁所在地はキャディラック市（人口10,355人）であり、同郡で人口最大の都市でもある。
ウェックスフォード郡はミソーキー郡と共にキャディラック小都市圏を構成している。1840年にミシガン州議会により設立されたとき、郡名はポタワトミ族インディアンの言葉で「折れた歯」を意味する「コータワベット」とされていた。これは地域の酋長の名でもあった。1843年、アイルランドのウェックスフォード県に因み、議会が改名した。

## 地理
アメリカ合衆国国勢調査局に拠れば、郡域全面積は575.84平方マイル (1,491.4 km2)であり、このうち陸地565.49平方マイル (1,464.6 km2)、水域は10.35平方マイル (26.8 km2)で水域率は1.80%である。

### 主要高規格道路
- アメリカ国道131号線
- アメリカ国道131号線産業道路、キャディラック中心街への環状線
- アメリカ国道131号線産業道路、マントン中心街への環状線
- ミシガン州道37号線
- ミシガン州道42号線
- ミシガン州道55号線
- ミシガン州道115号線

### 隣接する郡
- グランドトラバース郡 - 北
- カルカスカ郡 - 北東
- ミソーキー郡 - 東
- オセオラ郡 - 南東
- レイク郡 - 南西
- マニスティー郡 - 西
- ベンジー郡 - 北西

### 国立保護地域
- マニスティー国立の森（部分）

## 観光
郡内には多くの観光地や呼び物がある。マニスティー国立の森は大きな保養地である。マニスティー川は釣り、カヤックやカヌー乗りなどアウトドア派に人気が有る。

## 人口動態
以下は2000年の国勢調査による人口統計データである。
| 基礎データ - 人口: 30,484人 - 世帯数: 11,824 世帯 - 家族数: 8,383 家族 - 人口密度: 21人/km2（54人/mi2） - 住居数: 14,872軒 - 住居密度: 10軒/km2（26軒/mi2） 人種別人口構成 - 白人: 97.29% - アフリカン・アメリカン: 0.19% - ネイティブ・アメリカン: 0.74% - アジア人: 0.42% - 太平洋諸島系: 0.03% - その他の人種: 0.24% - 混血: 1.09% - ヒスパニック・ラテン系: 1.01% 先祖による構成 - ドイツ系：21.4% - イギリス系：11.3% - アメリカ人：9.5% - アイルランド系：9.4% - オランダ系：6.1% - スウェーデン系：5.8% - ポーランド系：5.3% 言語による構成 - 英語：97.7% - スペイン語：1.1% | 年齢別人口構成 - 18歳未満: 26.8% - 18-24歳: 7.7% - 25-44歳: 28.1% - 45-64歳: 23.4% - 65歳以上: 14.0% - 年齢の中央値: 37歳 - 性比（女性100人あたり男性の人口） - 総人口: 98.1 - 18歳以上: 93.8 世帯と家族（対世帯数） - 18歳未満の子供がいる: 33.6% - 結婚・同居している夫婦: 56.2% - 未婚・離婚・死別女性が世帯主: 10.3% - 非家族世帯: 29.1% - 単身世帯: 24.2% - 65歳以上の老人1人暮らし: 10.1% - 平均構成人数 - 世帯: 2.55人 - 家族: 3.00人 収入と家計 - 収入の中央値 - 世帯: 35,363米ドル - 家族: 39,915米ドル - 性別 - 男性: 31,198米ドル - 女性: 21,733米ドル - 人口1人あたり収入: 17,144米ドル - 貧困線以下 - 対人口: 10.3% - 対家族数: 7.7% - 18歳未満: 11.5% - 65歳以上: 8.5% |

## 郡政府
郡政府は郡監獄の運営、地方道の維持、地方裁判所の運営、権利譲渡と抵当権設定記録など重要記録の維持、公衆衛生規制の管理、福祉など社会サービスの項目で州の施策への参加を行う。郡政委員会は予算を管理するが、法や条例を作るのは限定付き権限である。ミシガン州では、警察と消防、建設と区画割、税評価、街路維持など地方政府の大半機能は個々の都市と郡区の責任である。

## 政治
ウェックスフォード郡は共和党最初の大統領候補者ジョン・C・フレモント（1856年）とジョン・マケイン（2008年）双方に多数の支持を与えた数少ない郡の1つである。しかし民主党のビル・クリントンは2回とも支持した。

## 郡区
ウェックスフォード郡は下記16の郡区に分割されている。
| - アンティオック - ブーン - シーダークリーク - チェリーグローブ | - クラムレイク - コルファクス - グリーンウッド - ハノーバー | - ハーリング - ヘンダーソン - リバティ - セルマ | - スラグル - サウスブランチ - スプリングビル - ウェックスフォード |

## 都市と町
| 都市                                     | 村                                   | 未編入の町                                      | 未編入の町                         |
| ---------------------------------------- | ------------------------------------ | ----------------------------------------------- | ---------------------------------- |
| - キャディラック - 郡庁所在地 - マントン | - バックリー - ハリエッタ - ミシック | - ベンソン - ブーン - ハーリング - ホクシービル | - ミオーワタカ - シャーマン - ユマ |

## 歴史銘板
郡内には10か所に公式の州指定歴史銘板がある
- マントンの戦い戦場跡
- ケイバーフィー・スキー場
- キャディラック・カーネギー図書館
- チャールズ・T・ミッチェル邸
- クラム湖運河
- コブス&ミッチェル・ビル
- コブス&ミッチェル第1製粉所
- 初代ウェックスフォード郡庁舎
- グリーンウッド・ディサイプルズ・オブ・クライスト・チャーチ
- シェイの機関車